# Vale (album)
Vale è il quinto album in studio del gruppo musicale statunitense Black Veil Brides, pubblicato il 12 gennaio 2018.

## Tracce
1. Incipiens Ad Finem – 0:21
2. The Last One – 4:41
3. Wake Up – 2:42
4. When They Call My Name – 3:45
5. The Outsider – 3:46
6. Dead Man Walking (Overture II) – 8:34
7. Our Destiny – 3:24
8. The King of Pain – 4:30
9. My Vow – 2:48
10. Ballad of the Lonely Hearts – 3:51
11. Throw the First Stone – 4:05
12. Vale (This Is Where It Ends) – 4:10

## Formazione
- Andy Biersack – voce
- Jake Pitts – chitarra
- Jeremy 'Jinxx' Ferguson – chitarra, cori
- Ashley Purdy – basso, cori
- Christian 'CC' Coma – batteria, percussioni